# Rózsaszín ház
A Rózsaszín ház (La Maison Rose) étterem a Montmartre-on, a rue de L'Abreuvoir és a rue des Saules sarkán.
Az épületet 1905-ben vásárolta meg Ramón Pichot katalán festő, Salvador Dalí és Pablo Picasso barátja. Utóbbiak gyakran meglátogatták a házban, amelyben műtermét is kialakította. 1908-ban Pichot feleségül vette Germaine Gargallót, aki ismert alakja volt a Montmartre-nak és több festőnek is modellt állt. Gargallo egy spanyolországi utazásuk után határozta el, hogy rózsaszínre festeti az épületet, és vendéglőt nyit benne.
Az étterem gyakori vendégei voltak a környék festői, közülük Élisée Maclet, majd Maurice Utrillo meg is örökítették a házat. Az épületben a második világháború előtt, néhány fénykép tanúsága szerint, kabaré működött. 1948-ban az olasz származású Beatrice Miolano vásárolta meg a Rózsaszín házat, és fiával, Jean Miolanóval üzemeltette. Utánuk számos menedzsmentje volt a vendéglátóhelynek, majd 2017-ben Beatrice Miolano unokája vette át az éttermet.
A 20. század második felében kedvelt helye volt a művészeknek, köztük azoknak az énekeseknek, akik a Montmartre és a Pigalle kabaréiban léptek fel. Az 1960-1970-es években számos ismert ember megfordult az étteremben, köztük Albert Camus, Alain Delon és a közelben lakó Dalida.